# Ascuta
Genre
Ascuta est un genre d'araignées aranéomorphes de la famille des Orsolobidae.

## Distribution
Les espèces de ce genre sont endémiques de Nouvelle-Zélande.

## Liste des espèces
Selon World Spider Catalog (version 15.5, 1/11/2014) :
- Ascuta australis Forster, 1956
- Ascuta cantuaria Forster & Platnick, 1985
- Ascuta inopinata Forster, 1956
- Ascuta insula Forster & Platnick, 1985
- Ascuta leith Forster & Platnick, 1985
- Ascuta media Forster, 1956
- Ascuta monowai Forster & Platnick, 1985
- Ascuta montana Forster & Platnick, 1985
- Ascuta musca Forster & Platnick, 1985
- Ascuta ornata Forster, 1956
- Ascuta parornata Forster & Platnick, 1985
- Ascuta taupo Forster & Platnick, 1985
- Ascuta tongariro Forster & Platnick, 1985
- Ascuta univa Forster & Platnick, 1985

## Publication originale
- Forster, 1956  : New Zealand spiders of the family Oonopidae. Records of the Canterbury Museum, vol. 7, no 2, p. 89-169.